# Villa Bruzual
Villa Bruzual est le chef-lieu de la municipalité de Turén dans l'État de Portuguesa au Venezuela. Autour de la ville s'articule la division territoriale et statistique de Capitale Turén.

## Culture

### Personnalités liées
- Wilmar Castro Soteldo (né en 1955) : militaire et homme politique, ministre.